# Joey Wong
Pour les articles homonymes, voir Wong.
Joey Wong, de son vrai nom Wong Cho-yee (王祖賢, née le 31 janvier 1967), aussi appelée Joey Wang, Wang Tsu-hsien, et Joey Ong Jyo-han/hen, est une actrice et chanteuse taïwanaise active à Hong Kong. Considérée comme la « Déesse de l'Orient », elle est l'une des vedettes de cinéma les plus légendaires du cinéma chinois et une icône de beauté intemporelle.

## Biographie
Originaire de Taipei, Wong étudie l'art dramatique à l'école artistique de Guoguang (actuel collège national des arts de la scène de Taïwan). Elle a un frère aîné, un frère cadet et une sœur.
Son père est un joueur de basket-ball et l’encourage à suivre la même voie que lui dès ses 14 ans. Peu de temps après, elle tourne dans une publicité télévisée pour des chaussures de sport qui attire l'attention d'un producteur de cinéma qui la fait jouer dans le film It'll Be Very Cold by the Lakeside This Year. Sa prestation lui vaut d'être invitée à Hong Kong par la productrice Mona Fong de la Shaw Brothers pour jouer dans Let's Make Laugh 2 aux côtés de Derek Yee.
En 1987, elle joue un bel être fantasmagorique dans Histoire de fantômes chinois et sa beauté et sa grâce font d'elle une idole au Japon et en Corée du Sud. Au cours des années suivantes, elle tourne une douzaine de films en jouant des personnages similaires, soit de fantômes soit de renarde.
En 1989, elle se rend au Japon pour jouer dans la série TV A Woman From Hong Kong. Plus tard, elle réalise également des publicités et publie des albums de photos. En 1992, elle fait ses débuts de chanteuse avec un single en japonais et mandarin, Hold You In My Arms Forever. En 1993, elle joue le personnage de Serpent blanc dans Green Snake de Tsui Hark, une adaptation de la Légende du serpent blanc depuis le point de vue du serpent vert, bien que le serpent blanc reste le fil conducteur de l'histoire.
Wong exprime ensuite son désir de se retirer du cinéma en 1994 et reste à l'écart des plateaux jusqu'en 1997, année où elle revient sur grand écran avec le film japonais Peking Genjin (Peking Man) et sort le single Who Are You?.
En 1998, elle sort le disque en japonais Angelus et son premier et seul disque en mandarin, Isolation aussi appelé Isolated From The World.
Elle retourne en semi-retraite après la sortie de Isolation, mais revient au cinéma en 2001 avec Peony Pavilion (en), puis annonce de nouveau sa retraite en 2002 après avoir divorcé du chanteur taïwanais Chyi Chin.
En 2004, elle apparaît dans Shanghai Story et dans une série télévisée taïwanaise aux côtés de son ex-mari Chyi Chin. Elle aurait apprécié son retour au cinéma et aurait signé un contrat pour plusieurs films. Cependant, le suicide inattendu de son ami l'acteur Leslie Cheung l'a fait se retirer une nouvelle fois.
En septembre 2005, à l'occasion de la sortie mondiale de Shanghai Story, elle annonce de nouveau sa retraite officielle. Elle réside actuellement à Vancouver au Canada où elle étudie l'anglais.

## Filmographie
- 1984 : An Eternal Combat (Tian di xuan men), de Thomas Yip
- 1985 : Working Class (Da gung wong dai), de Tsui Hark
- 1985 : Let's Make Laugh 2 (Joi gin chat yat ching), d'Alfred Cheung
- 1986 : 100 Ways to Murder Your Wife (Shaqi Errenzu), de Kenny Bee
- 1986 : Where's Officer Tuba? (Pi li da la ba), de Philip Chan et Ricky Lau
- 1986 : A Hearty Response (Yi gai yun tian), de Norman Law
- 1986 : Last Song in Paris (Ou ran), de Chu Yuan
- 1987 : To Err Is Human (Piao cuo can), d'Alfred Cheung
- 1987 : La Légende de la perle d'or (Wai Si-Lei chuen kei), de Teddy Robin Kwan
- 1987 : Histoire de fantômes chinois (Sien nui yau wan), de Ching Siu-tung
- 1988 : Carry on Hotel (Jin zhuang da jiu dian), de Jeffrey Lau
- 1988 : My Dream Is Yours (Meng guo jie), de Derek W. Cheung Chang
- 1988 : The Big Heat (Cheng shi te jing), de Andrew Kam et Johnnie To
- 1988 : Law or Justice (Faat jung ching)
- 1988 : Fractured Follies (Chang duan jiao zhi lian), de Wang Chung
- 1988 : Spy Games (Zhong Ri nan bei he), de David Wu
- 1988 : Picture of a Nymph (Hua zhong xian), de Wu Ma
- 1988 : The Diary of a Big Man (Daai jeung foo yat gei), de Chu Yuan
- 1989 : Gift from Heaven (Da gong kuang xian qu), de Andy Wing-Keung Chin
- 1989 : Celebrity Talk Show (Jin ye bu she fang), de Leung Lai Yung (série TV)
- 1989 : Missing Man (Do si lip yan), de Stephan Yip
- 1989 : Mr. Coconut (Hap ga foon), de Clifton Ko
- 1989 : My Heart Is That Eternal Rose (Sha shou hu die meng), de Patrick Tam
- 1989 : The Reincarnation of Golden Lotus (Pan Jin Lian zhi qian shi jin sheng), de Clara Law
- 1989 : Web of Deception (Jing hun ji), de David Chung
- 1989 : Les Dieux du jeu (Du shen), de Wong Jing
- 1990 : The Cyprus Tigers (Dong fang lao hu), de Phillip Ko
- 1990 : Killer's Romance (Long man sha shou tze yo ren), de Phillip Ko
- 1990 : A Tale from the East (Man hua qi xia), de Manfred Wong
- 1990 : Demoness from Thousand Years (Qian nian nu yao), de Patrick Yeung
- 1990 : Family Honor (Wu ming jia zu), de Norman Law
- 1990 : Kung Fu VS Acrobatic
- 1990 : Point of No Return (Diy shut saat sing), de Guy Lai
- 1990 : The Big Score (Jue qiao zhi duo xing), de Wong Jing
- 1990 : Histoire de fantômes chinois 2 (Sien nui yau wan II yan gaan do), de Ching Siu-tung
- 1990 : Gangland Odyssey (Yi daam hung sam), de Michael Chan
- 1991 : Lady Wolf, de Richard X.C. Tung
- 1991 : Lake Sprite
- 1991 : Hong Kong Godfather (Tian zi men sheng), de Ho Cheuk-wing
- 1991 : Kung Fu vs. Acrobatic (Ma deng ru lai shen zhang), de Taylor Wong
- 1991 : Red and Black (Gui gan bu), d'Andrew Kam
- 1991 : Fantasy Romance (Mo hua qing), de Taylor Wong
- 1991 : A Chinese Legend (Zhui ri), de Lau Hung Chuen
- 1991 : Histoire de fantômes chinois 3 (Sien lui yau wan III: Do do do), de Ching Siu-tung et Tsui Hark
- 1991 : Foxy Spirits (Ling hu), de Wu Ma
- 1991 : The Banquet (Haomen yeyan), d'Alfred Cheung, Joe Cheung et Tsui Hark
- 1992 : Casino Tycoon (Do sing daai hang san goh chuen kei), de Wong Jing
- 1992 : Casino Tycoon 2 (Do sing daai hang II ji ji juen mo dik), de Wong Jing
- 1992 : Swordsman 3 (Dung Fong Bat Baai: Fung wan joi hei), de Ching Siu-tung et Raymond Lee
- 1992 : All Men Are Brothers: Blood of the Leopard (Sui woo juen ji ying hung boon sik), de Billy Chan
- 1992 : The Prince of Temple Street (Miu kai sup yi siu), de Jeffrey Chiang
- 1993 : An Eye for an Eye (Wei wo du zun), de O Sing-Pui
- 1993 : The Eagle Shooting Heroes (Se diu ying hung ji dung sing sai jau), de Jeffrey Lau
- 1993 : Butterfly and Sword (Xin liu xing hu die jian), de Michael Mak
- 1993 : The Beheaded 1000 (Qian ren zhan), de Ting Shan-si
- 1993 : Niki Larson (Sing si lip yan), de Wong Jing
- 1993 : Painted Skin (Hua pi zhi yinyang fawang), de King Hu
- 1993 : Chez 'n Ham (Zhi shi huo tui), de Blackie Ko et Herman Yau
- 1993 : Green Snake (Ching Se), de Tsui Hark
- 1993 : Little Woman (Sheng nu de yu wang), de Yau Kong-Kin et Yau Liu Juen
- 1997 : Peking Man (Pekin genjin), de Junya Sato
- 1998 : The Last Song (Seikimatsu no uta) (série TV)
- 1998 : Love, de Hidenobu Hosono
- 2001 : Peony Pavilion (Youyuan jingmeng), de Yonfan
- 2004 : Shanghai Story (Meili Shanghai), de Peng Xiaolian

## Distinctions
- Nomination au prix de la meilleure actrice lors des Hong Kong Film Awards en 1988 pour Histoire de fantômes chinois.
- Prix de la meilleure actrice lors du Festival international du film de Catalogne en 1992 pour Histoire de fantômes chinois 3.